# ドゥブロヴニク大学
ドゥブロヴニク大学（英語: University of Dubrovnik）は、ドゥブロヴニクに本部を置くクロアチアの公立大学。1996年（前身のポリテクニック）創立、2003年大学設置。

## 歴史
ドゥブロヴニク大学（ドゥブロヴニクだいがく、クロアチア語: Sveučilište u Dubrovniku, ラテン語: Universitas Studiorum Ragusina）はドゥブロヴニクに本部を置くクロアチア共和国の公立大学である。2017年現在の学生数約2,200である。大学の設立は2003年でクロアチアの大学としては最も新しい。
1996年、前身となるポリテクニックが設立され、その後2003年に完全な大学としての地位を確立した。大学設置以来、課程・コースの様々な変遷があったが、海洋科学系の研究は一貫して強みを維持している。
ドゥブロヴニク大学は海洋工学や造船学などの様々な機関を起源にもち、少なくとも15世紀にまでさかのぼることができる。例えば、現在のドゥブロヴニクであるラグサ共和国出身で、複式簿記という言葉を世界で初めて用いたベネデット・コトルリは、1458年に4冊の本を著し、それらは1573年に『Della mercatura e del mercante perfetto』という題でベネチアで出版された。また、同じくラグサ共和国出身の Nikola Sorgojević は航海に関する書物を執筆した最初のクロアチア人だった。1624年、イエズス会は芸術や自然科学に関する公的な高等教育機関である Collegium Ragusinum を設立し、ルジェル・ヨシプ・ボスコヴィッチにも教育を授けた。
大学のモットーは”Semper primus, semper melior” 「常に最初であれ、常により良くあれ」

## 組織
大学は7つの学部にわかれている。
- 海事学部
- 経済学およびビジネス経済学部
- 電気工学およびコンピューティング学部
- 養殖学部
- コミュニケーション学部
- 美術修復学部
- アドリア海及び地中海史学部

## 研究所
海洋沿岸研究所 - 大学の附置研究所。主な職掌として、アドリア海及び海岸線の自然環境に関する研究、土地資源及び海水の品質に関する監督、植物及び動物種の実験的飼育、ロクルム島にある植物園の維持管理などを行っている。